# Бруссе, Георгий Артурович
Гео́ргий Арту́рович Бруссе́ (12 февраля 1907 — 28 июля 1975) — советский кинорежиссёр, оператор, сценарист. Заслуженный деятель искусств РСФСР (1968).

## Биография
Родился 30 января (12 февраля) 1907 года. По окончании Государственного техникума кинематографии в 1928 году поначалу работал оператором научных фильмов. С 1933 режиссёр научно-популярного кино на студии «Леннаучфильме».
Автор книги «Необычные киноартисты» (1963) — повести для детей о том, как создаются фильмы о жизни животных, о работе дрессировщиков, охотников, режиссёров, операторов и декораторов.
Скончался 28 июля 1975 года.

## Фильмография
- 1931 — Авария — оператор
- 1945 — Вулканы — режиссёр, оператор
- 1946 — Землетрясение — режиссёр
- 1947 — Растения-хищники — режиссёр, оператор
- 1949 — Ленинградская здравница (Зеленогорск) — режиссёр
- 1949—1954 — Ботаника (кинокурс) — совм. с другими режиссёрами
- 1957 — У порога сознания — режиссёр
- 1959 — Атомы несут жизнь — режиссёр
- 1960 — Алкогольные психозы — режиссёр
- 1962 — На грани двух миров — сценарий, режиссёр
- 1964 — Глазами поэта — режиссёр
- 1965 — Художник Маяковский
- 1969 — Страница сто сценарий совм. с И. Тупикиным, режиссёр совм. с М. Клигман

## Награды и звания
- 1963 — Премия Международного кинофестиваля в Венеции за фильм «На грани двух миров»[1]
- 1964 — Премия Всесоюзного кинофестиваля за фильм «На грани двух миров»[1]
- 1968 — Заслуженный деятель искусств РСФСР (15 февраля 1968)